# خفوش

تعديل مصدري - تعديل

خفوش هي إحدى قرى عزلة سباح بمديرية سباح التابعة لمحافظة أبين، بلغ تعداد سكانها 152 نسمة حسب تعداد اليمن لعام 2004.